# Norbanus calabrus
Norbanus calabrus är en stekelart som först beskrevs av Masi 1942.  Norbanus calabrus ingår i släktet Norbanus och familjen puppglanssteklar. Inga underarter finns listade i Catalogue of Life.